# Striatobates tuberculatus
Striatobates tuberculatus är en kvalsterart som beskrevs av Hammer 1973. Striatobates tuberculatus ingår i släktet Striatobates och familjen Scheloribatidae. Inga underarter finns listade i Catalogue of Life.